# Steveniella
Genre
Steveniella est un genre d'Orchidaceae que l'on trouve sur le littoral oriental de la mer Noire, jusqu'au nord de l'Iran.
Il ne comprend qu'une seule espèce, Steveniella satyrioides. L'espèce Steveniella caucasica nom. ill., étudiée par Garay, est considérée comme identique à Steveniella satyrioides.
C'est une plante en voie d'extinction.

## Taxonomie
Ce genre a été révisé par Rudolf Schlechter en 1918. Il doit son nom au botaniste Christian von Steven.